# Strobilomyces foveatus
Strobilomyces foveatus es una especie de hongo poco conocida de la familia Boletaceae. Fue descrita por primera vez por el micólogo E.J.H. Corner en 1972, a partir de especímenes que recolectó en Malasia en 1959, y desde entonces se ha encontrado en Australia. Los cuerpos fructíferos se caracterizan por las pequeñas escamas cónicas de color marrón oscuro a negro que cubren el sombrero y el patrón reticular de crestas en la parte superior del tallo. Las esporas, de forma aproximadamente esférica, miden unos ocho micrómetros y están densamente cubiertas de espinas cónicas delgadas. Se desconoce si esta especie es comestible.

## Taxonomía y clasificación
Strobilomyces foveatus fue descrito científicamente por primera vez por el micólogo E.J.H. Corner en 1972, a partir de especímenes recolectados en Sarawak, Malasia, en 1959. Fue una de las varias especies nuevas de Strobilomyces que describió en su monografía sobre las Boletaceae de Malasia; las otras fueron S. annulatus, S. mirandus y S. mollis.
El hongo está clasificado en la sección Strobilomyces del género Strobilomyces. Las especies de esta sección se caracterizan por tener esporas que pueden ser lisas o con espinas cortas o verrugas, crestas o reticulaciones. La ornamentación es reducida o ausente en la región suprahilar (una zona deprimida cerca del apéndice hilar).  El epíteto específico foveatus deriva del adjetivo latino foveola, que se refiere a una superficie con hoyos o depresiones.

## Descripción
Los sombreros de los cuerpos frutales miden entre 7 y 10 cm (2,8 y 3,9 pulgadas) de ancho y tienen forma convexa. La superficie del sombrero está cubierta de escamas erectas de color marrón oscuro a negro, de entre 1,5 y 3 mm por 1,5 y 2,5 mm. El tallo mide hasta 12 cm (4,7 pulgadas) de largo; tiene 1,2 cm (0,5 pulgadas) de grosor en la parte superior y 1,5 cm (0,6 pulgadas) de grosor en la parte inferior. La superficie de la parte superior del tallo es fuertemente reticulada (cubierta con un patrón en forma de red) con mallas individuales de unos 2-4 mm de ancho y 1-2 mm de profundidad. Los poros de la parte inferior del sombrero miden entre 0,5 y 1 mm de ancho, son de color blanco sucio y luego gris, y se vuelven de color marrón negruzco cuando se magullan. Los tubos que forman los poros miden hasta 1,2 cm (0,47 pulgadas) de largo. La carne es gruesa y inicialmente blanca, pero se tiñe de marrón negruzco tras la exposición al aire.
Las esporas miden de 8 a 10 por 6,3 a 8,3 µm y están densamente cubiertas con espinas cónicas delgadas de aproximadamente 0,5 µm de altura. Los abundantes pleurocistidios (células estériles grandes que se encuentran en las branquias) son de paredes delgadas, miden hasta 90 µm de largo por 1-20 µm de ancho, y ventricosas (con hinchazón en un lado), con un apéndice estrecho de hasta 20 µm por 4-8 µm. Las hifas que forman la superficie de la tapa y las verrugas están ramificadas, entretejidas sin apretar y de color hollín; las células no sujetas suelen medir de 17 a 45 por 9 a 26 µm. La superficie del tallo está hecha de una estera compacta de hifas de aproximadamente 120 µm de grosor, que se reduce a un himenio estéril en la parte superior del tallo.
Corner señala que la especie "puede ser idéntica" a Strobilomyces echinatus Beeli, una especie africana con esporas que miden 9,5–13 por 6,3-8,3 µm.

## Hábitat y distribución

La provincia de Sarawak (rojo) en Malasia

Especímenes recolectados en esquina que crecen en humus en el suelo del bosque, en el Parque Nacional Bako (1°43'N 110°28'E) en Sarawak, Malasia, en el norte de Borneo. También se ha recolectado en el sur de Queensland en Australia. Aunque no se conoce definitivamente para Strobilomyces foveatus, se sospecha que todas las especies de Strobilomyces son micorrizas.